# 1596

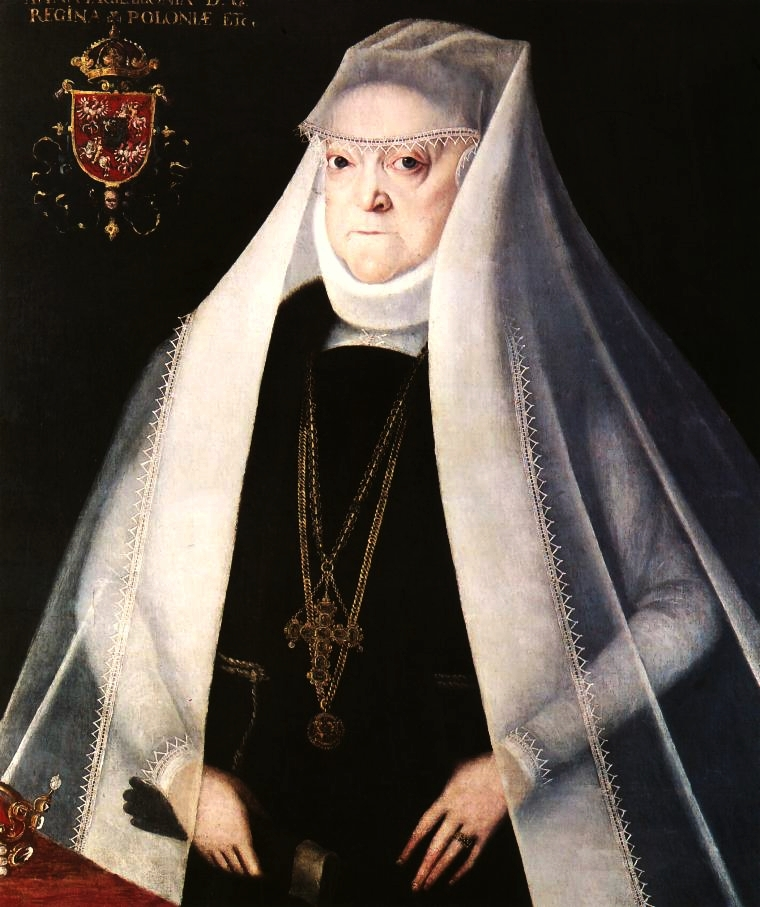
Koningin Anna Jagiellonka van Polen in 1595

Het jaar 1596 is het 96e jaar in de 16e eeuw volgens de christelijke jaartelling.

## Gebeurtenissen
februari
- 11 - De nieuwe landvoogd van de Nederlanden, aartshertog Albrecht van Oostenrijk, arriveert te Brussel, met in zijn gevolg de hertog van Aumale, de prins van Chimay en prins Filips Willem van Oranje-Nassau.

maart
- 6 - Oprichting van de Admiraliteit van Friesland, gevestigd te Dokkum.

april
- 24 - Albrecht van Oostenrijk neemt Calais in.

mei
- 18 - Voor de derde maal vertrekken Willem Barentsz en Jacob van Heemskerk om de noordelijke route naar het oosten te zoeken.

juni
- 9 - Willem Barentsz ontdekt op zijn derde expeditie Bereneiland.
- 20 - De gecombineerde Nederlandse-Engelse vloot doet een verrassingsaanval op de Spaanse marinehaven Cádiz om een Spaanse invasie in Engeland te verhinderen.
- 20 - Johan Lodewijk I van Nassau-Idstein wordt opgevolgd door zijn zoon Johan Filips.
- 24 - De Eerste Schipvaart, de eerste Nederlandse expeditie met Cornelis de Houtman naar Oost-Indië, bereikt Bantam (op de kust van Noord-Java).

juli
- 17 - Jacob van Heemskerk raakt met zijn schip vast in het ijs.

augustus
- 17 - Prins Christiaan van Denemarken wordt nadat hij 19 jaar geworden is tot koning gekroond als Christiaan IV van Denemarken.

oktober
- 2 - De Hollandse zeevaarders keren terug op Bantam en kopen de gevangenen onder wie Cornelis de Houtman vrij.
- Johan van Oldenbarnevelt sluit de Triple Alliantie met Engeland en Frankrijk tegen Spanje. Het is de eerste officiële internationale erkenning van de onafhankelijkheid van de Verenigde Provinciën.

november
- 2 - De Hollanders raken opnieuw in conflict met de bevolking van Bantam en vertrekken.
- 15 - De Staten van Zeeland bekrachtigen het verbod, door de burgemeester van Middelburg uitgevaardigd, op de verkoop van ruim honderd slaven aan boord van een vloot van de Rotterdamse reder Pieter van der Hagen. De burgemeester vindt, dat deze Afrikanen "nyet en behooren by yemanden gehouden oft vercocht te worden als slaeven, maer gestelt in heure vrye Liberteyt zonder dat yemand van derselver eygendom behoort te pretenderen."
- 28 - Met toestemming van de Staten-Generaal vertrekt kapitein Melchior van den Kerckhove met zijn menselijke lading, om deze in Santo Domingo of Puerto Rico te verkopen.

december
- 2 - De Amsterdamse vloot komt aan in Oost-Java bij Surabaya. Drie dagen later doet de lokale heerser voorkomen, dat hij een eerbetoon aan het schip de Amsterdam wil brengen. Maar in plaats daarvan wordt de boot aangevallen. Van de zevenentwintig man aan boord, worden er twaalf gedood, waaronder de kapitein Jan Jacobsz. Schellinger, de koopman Reynier van Hell en de adelborst Gilles Valckenier.

zonder datum
- Uitgave van Itinerario, voyage ofte schipvaert, van Ian Huygen van Linschoten naer de Oost ofte Portugaels Indien, inhoudende een corte beschrijvinghe der selver landen ende zeecusten... (Amsterdam).
- Concilie van Brest leidt tot de Unie van Brest waarbij een aantal oosters-orthodoxe kerken zich onder het gezag van de paus van Rome stellen. Alzo ontstaan geünieerde oosters-katholieke kerken.
- Gresham College wordt opgericht in Londen.
- In heel Europa is een graantekort, wat resulteert in extreme prijsstijgingen.
- Vorawongse II volgt zijn neef Nokkeo Kumman op als 22e koning van Lan Xang.
- Het hertogdom Anhalt gaat volgens hertog Johann Georg van het Lutheranisme over op het Calvinisme.

## Beeldende kunst

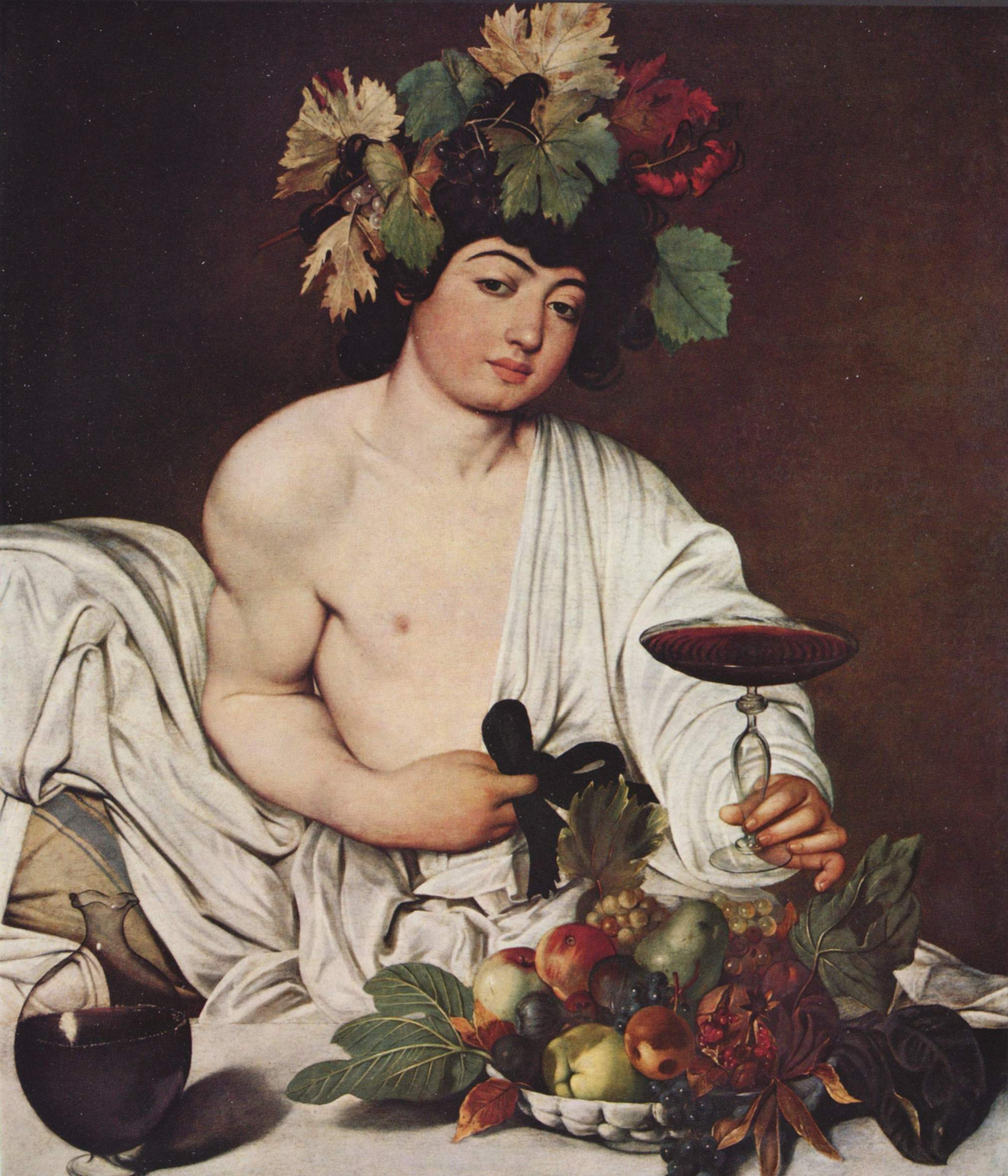
Bacchus (Caravaggio) (ca. 1596)

## Bouwkunst

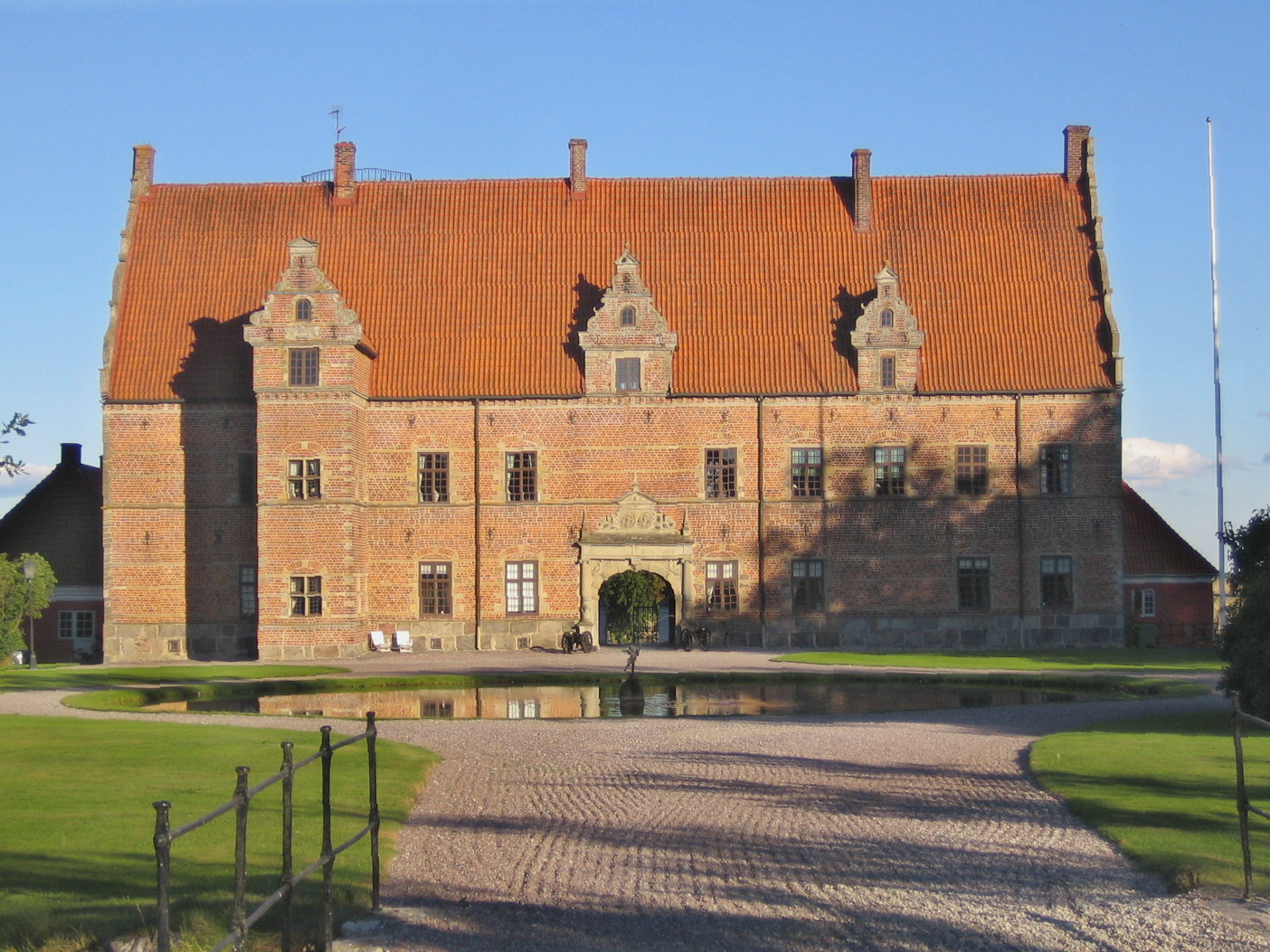
Svenstorps slott, Zweden (1596)

## Geboren
januari
- 13 - Jan van Goyen, Nederlands schilder van landschappen (overleden 1656)

februari
- 2 - Jacob van Campen, Nederlands kunstschilder en architect (overleden 1657)
- 23 - Magdalena van Nassau-Siegen, Duits gravin (overleden 1662)

maart
- 31 - René Descartes, Frans wijsgeer en wiskundige (overleden 1650)

mei
- 21 - Johan Lodewijk II van Nassau-Idstein, graaf van Nassau-Idstein (overleden 1605)

juni
- 5 - Christiane van Erbach, Duits gravin (overleden 1646)
- 5 - Peter Wtewael, Nederlands kunstschilder (overleden 1660)

augustus
- 18 - Jean Bolland, Belgisch jezuïet en hagiograaf (overleden 1665)
- 26 - Frederik V, keurvorst van de Palts (overleden 1632)

september
- 4 - Constantijn Huygens, Nederlands dichter (overleden 1687)
- 13 - James Shirley, Engels dichter en toneelschrijver (overleden 1666)

november
- 1 - Pietro da Cortona, Italiaans kunstenaar en architect (overleden 1669)

datum onbekend
- Augustinus Wichmans - Belgisch norbertijn en publicist (overleden 1661)

## Overleden
februari
- 29 - Philippe Rogier (~35), Nederlandse polyfonist

juni
- 20 - Johan Lodewijk I van Nassau-Idstein (~29), graaf van Nassau-Idstein

augustus
- 11 - Hamnet Shakespeare (11), zoon van William Shakespeare

datum onbekend
- Nokkeo Kumman, koning van Lan Xang
- Koningin Anna van Polen